# Winzerhaus Körnerweg 8 (Dresden)

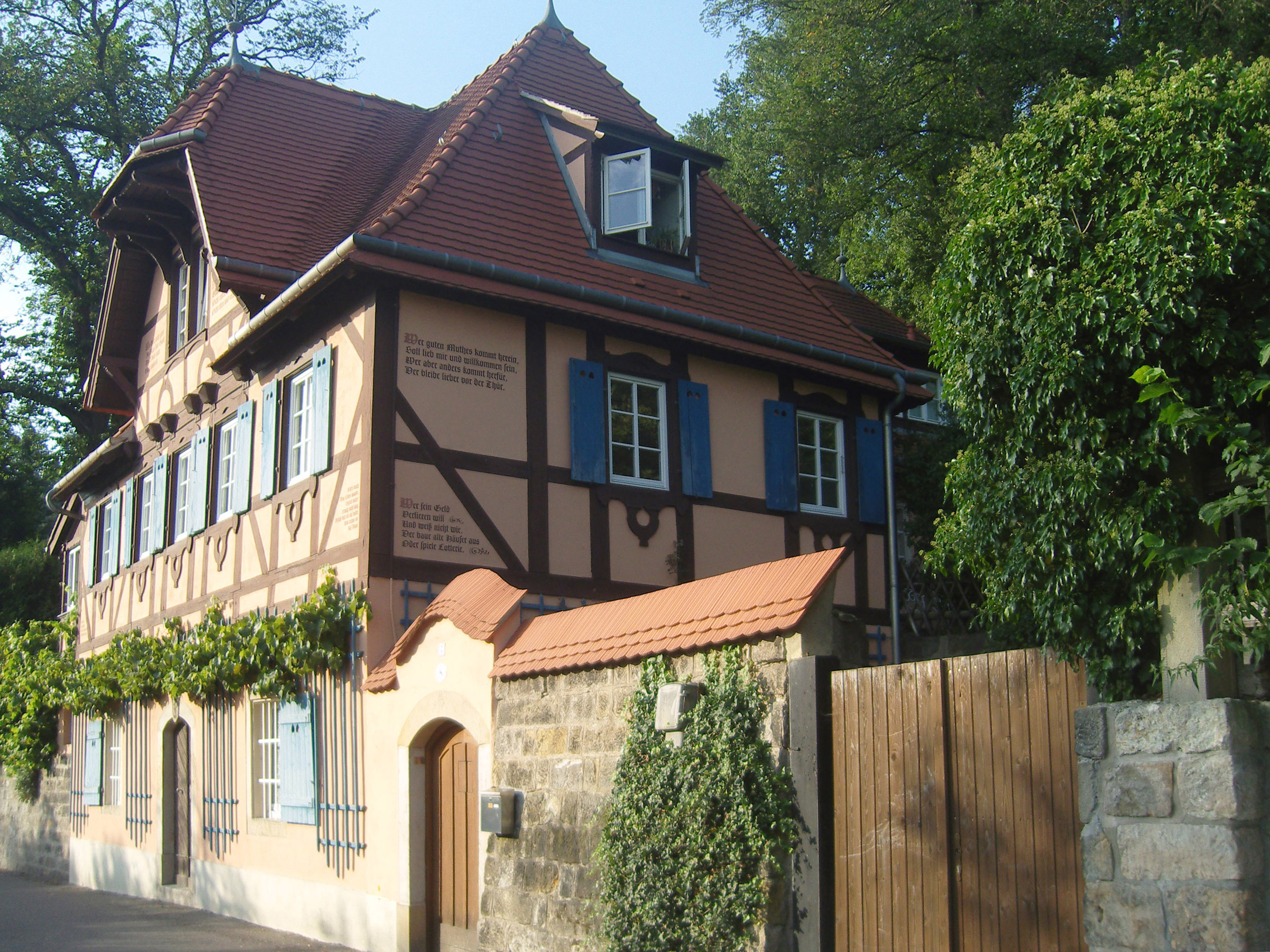
Winzerhaus in Dresden-Loschwitz, Körnerweg 8

Das Winzerhaus Körnerweg 8 ist ein denkmalgeschütztes Fachwerkhaus in Dresden-Loschwitz, Körnerweg 8, das im Jahr 1808 auf einem Weinbergsgelände errichtet wurde (ID-Nr. 09211135). Ursprünglich gehörte zum Grundstück am Körnerweg auch die Villa Alexa, Körnerweg 6b.

## Geschichte
Das Haus wird erstmals 1609 als Weinbergslaube erwähnt. Nach zahlreichen Vorbesitzern erwirbt es 1808 der Bauer Johann Samuel Roßig (1773–1866) und lässt einen Neubau errichten, was im Schlussstein über der Tür mit „J.S.R.-1808“ dokumentiert ist. Nach weiterer Vererbung innerhalb der Familie Roßig wird das Grundstück (Gebäude und Weinberg) 1900 vom Baumeister Alwin Würdig (1853–1930) von Roßigs Erben gekauft. Zunächst baut er das alte Winzerhaus in Anlehnung an den Jugendstil um, u. a. Einbau eines Zwerchgiebels im Dachgeschoss, Ziegelausfachung und neuer Anstrich mit Hausinschriften.
Der Bau wurde als zweigeschossiges, fünfachsiges Fachwerkhaus mit Walmdach ausgeführt.
Laut Denkmaltext ist das Winzerhaus ein gestalterisch markantes Anwesen, im Kern aus dem Anfang des 19. Jahrhunderts, mit Fachwerkobergeschoss und Walmdach. Nach einem historisierenden Umbau um 1900 ist es baugeschichtlich und künstlerisch bedeutend und als sichtbarer Teil des Loschwitzer Elbhangs auch städtebaulich von Belang und ortshistorisch wertvoll, da es trotz baulicher Veränderungen an den einst hier betriebenen Weinanbau erinnert.
Bewohner des Hauses waren u. a. Josef Goller (1868–1947), Maler und Glasgestalter, Professor an der Kunstgewerbeschule, Mitglied des Deutschen Werkbundes und der Künstlergruppe Die Elbier von 1905 bis 1910, danach von 1914 bis 1920 der Lehrer und Kantor in Loschwitz Constantin Friedrich (1880–1947) und von 1968 bis 2002 der Grafiker und Maler Alexander Alfs (1924–2010).

## Villa Alexa

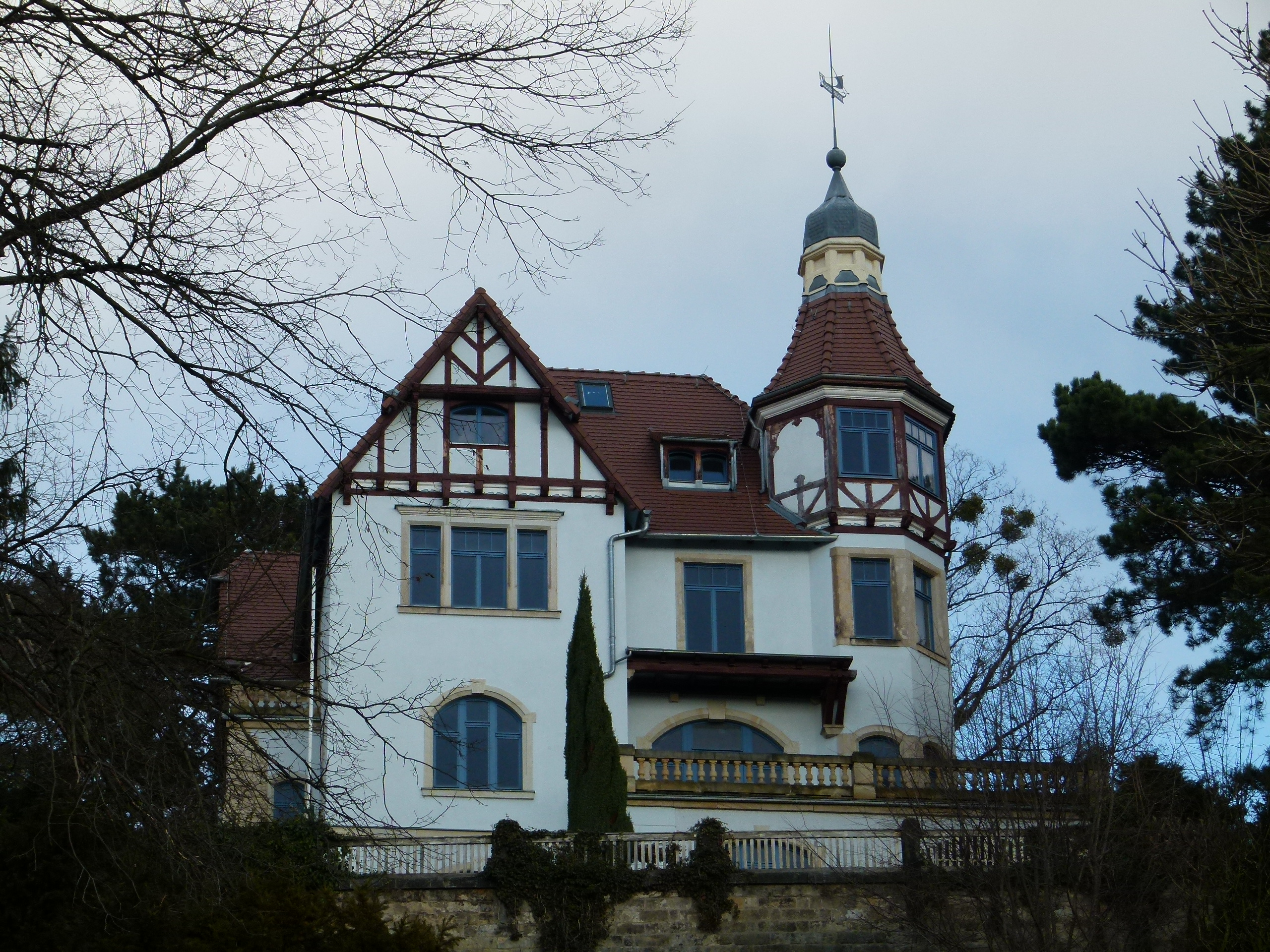
Villa Alexa in Dresden-Loschwitz, Schillerstraße 21c

Auf dem Weinbergs-Grundstück oberhalb des Winzerhauses Körnerweg 8 baute Alwin Würdig 1902 die Jugendstil-Villa Alexa (benannt nach seiner Tochter), am Körnerweg 6b, die er mit seiner Familie selbst bewohnte, heute Schillerstraße 21c. Um seine neue Villa zu erreichen, ließ er an der Grundstücksgrenze zum Körnerschen Weinberg mit dem Körnerhaus, Körnerweg 6 einen neuen Stufenweg anlegen.
Die Villa steht unter Denkmalschutz (ID-Nr. 09211136).
Laut Denkmaltext handelt es sich bei der Villa um einen aufwendigen Bau des Historismus vom Ende des 19. Jahrhunderts mit Turmanbau, Zierfachwerk und Terrassenanlage; es ist ein repräsentativer Landsitz am Loschwitzer Elbhang, baugeschichtlich, künstlerisch, städtebaulich und landschaftsgestaltend von Bedeutung.
Die Villa blieb bis 1955 im Besitz der Tochter Alexa Schmidt, geb. Würdig und wurde danach an die Fahrgastschiffahrt Weiße Flotte Dresden verkauft, die das Haus von 1953 bis 1972 als Schifferheim nutzte. Die nach 1990 gestellten Restitutionsforderungen der Erben von Alexa Schmidt bezüglich der Villa Alexa und des Winzerhauses Körnerweg 8 wurden abgewiesen. Beide Gebäude sind saniert und derzeit in Privatbesitz.

## Alwin Würdig

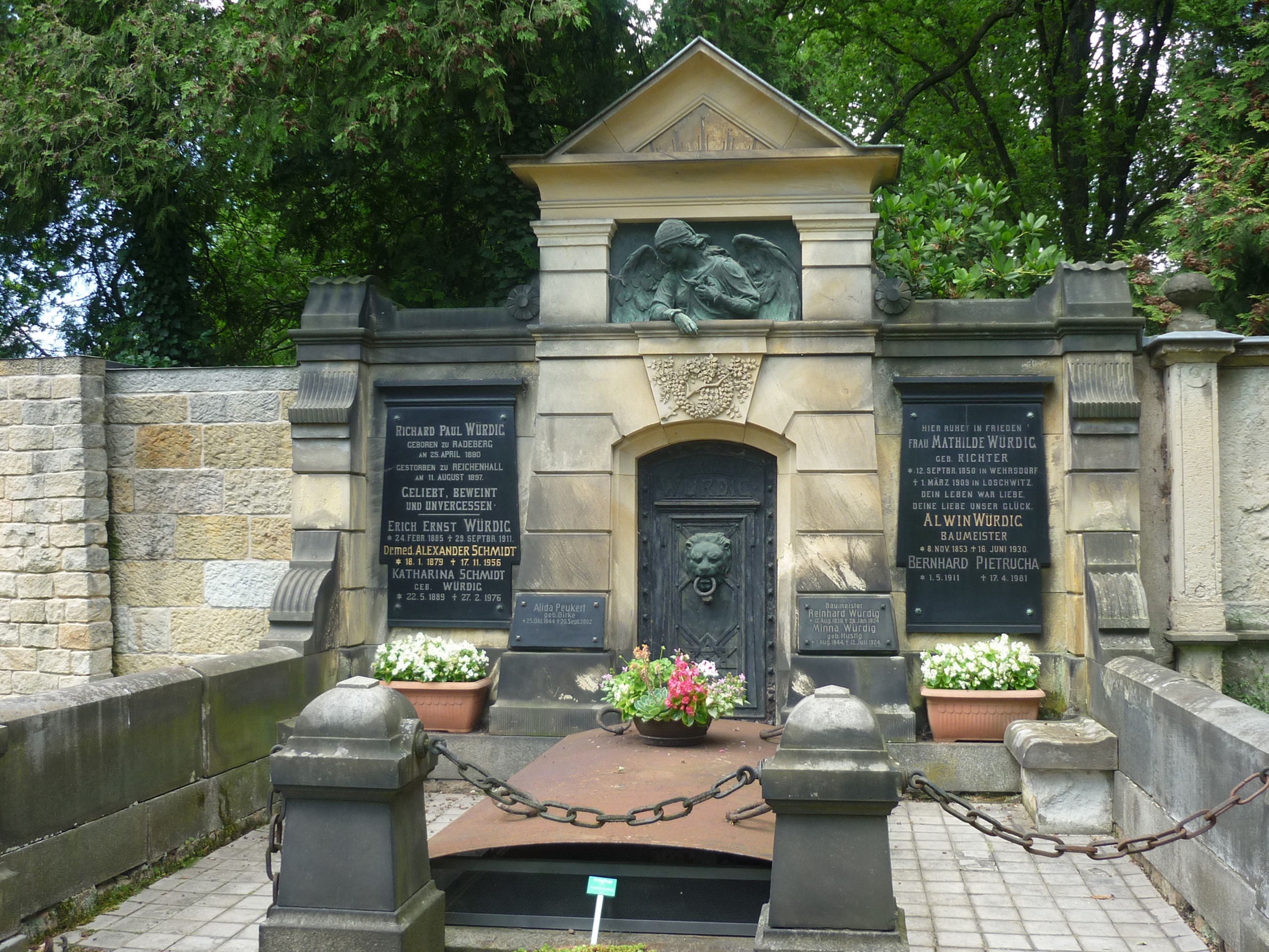
Grabstätte der Familie Würdig auf dem Loschwitzer Friedhof

Richard Alwin Würdig (* 8. November 1853 in Bischofswerda; † 16. Juni 1930 in Dresden) war ein deutscher Baumeister. Er erlernte bei seinem älteren Bruder Reinhard Würdig (1839–1924) das Maurerhandwerk und besuchte die Baugewerkeschule in Zittau (mit Abschluss als Baumeister 1877). 1878 heiratete er in Wehrsdorf Frau Mathilde Richter (1850–1909). Er war bis 1899 in Radeberg tätig, wo er u. a. den Bau der Mädchenschule und von 1886 bis 1888 den Umbau der Stadtkirche mit Turmneubau leitete. Sein Grab befindet sich auf dem Loschwitzer Friedhof. Er war 44 Jahre Mitglied der Freimaurer (Johannisloge „Zum goldenen Apfel“ in Dresden).